# متلازمة ماندلسون
متلازمة ماندلسون (بالإنجليزية: Mendelson's syndrome)‏ هي أحد أشكال الالتهاب الرئوي الكيميائي الناجمة عن تسمم أثناء التخدير، وخصوصا خلال فترة الحمل. ويمكن أن تشمل محتويات التسمم عصير المعدة والدم والصفراء، والمياه أو كلها مجتمعة . سميت على اسم كورتيس مندلسون 

## الأعراض
تتميز متلازمة مندلسون من خلال رد فعل القصبي الرئوي في محتويات المعدة أثناء التخدير العام بسبب إلغاء ردود الفعل في الحنجرة. والمظاهر السريرية الرئيسية لهذه المتلازمة هي عبارة عن علامات في نقص الأكسجة العام، بعد 2-5 ساعات التخدير. ويمكن أن تشمل هذه الميزات زرقة في الجلد والوجه، بحة في الصوت،حمى، وأزيز الرئوي، rales فرقعي، وعدم انتظام دقات القلب مع انخفاض في ضغط الدم. انخفاض التوتر الشرياني بسبب نقص الأوكسجين ومن المرجح أن يكون واضح بشكل كبير أيضا أثناء التشخيص .الوذمة الرئوية. و يمكن أن يسبب الموت المفاجئ أو قد تحدث الوفاة في وقت لاحق بسبب المضاعفات الرئوية.

## العلاج
يمكن ان يخفض من درجة خطورة هذا المرض من خلال إعطاء الأدوية المعدلة للحموضة في الجسيمات (مثل سترات الصوديوم) أو H2- مثل الرانيتيدين.

## وصلات إضافية
- synd/2330 على قاموس من سمى هذا؟